# Robe Airport
Robe Airport är en flygplats i Etiopien. Den ligger i den centrala delen av landet, 260 km sydost om huvudstaden Addis Abeba. Robe Airport ligger 2 651 meter över havet.
Terrängen runt Robe Airport är kuperad åt sydväst, men åt nordost är den platt. Runt Robe Airport är det ganska glesbefolkat, med 47 invånare per kvadratkilometer. Närmaste större samhälle är Goba, 1,8 km väster om Robe Airport. I omgivningarna runt Robe Airport växer huvudsakligen savannskog.